# Sukhoi Su-24

Sukhoi Su-24

O Sukhoi Su-24 (Russo: Сухой Су-24); (OTAN: Fencer) é um caça-bombardeiro supersônico desenvolvido pela União Soviética. A aeronave possui asas de geometria variável, dois motores, e assentos propostos lateralmente para dois tripulantes; sendo operacional em variadas condições climáticas. Foi a primeira aeronave soviética a possuir um sistema integrado digital de navegação e ataque.
O Su-24 possui extensa história operacional em mais de 30 anos de serviço. Esteve presente na Guerra do Afeganistão (1979-1989) voando em missões contra-insurgência contra os Mujahideen, Guerra Civil Libanesa, Guerra do Golfo, Guerra Civil do Tajiquistão, Primeira e Segunda Guerra na Chechênia, Guerra Russo-Georgiana, Guerra Civil Líbia (2011), Guerra Civil no Leste da Ucrânia, Guerra Civil Síria e na Invasão da Ucrânia pela Rússia.
Continua em serviço na Força Aérea Russa, sendo exportado para vários países, como: Angola, Argélia, Azerbaijão, Bielorrússia, Cazaquistão, Líbia, Irã, Iraque, Síria, Sudão, Ucrânia, Uzbequistão.

## Desenvolvimento

### Antecedentes
No ano de 1961, a Força Aérea Soviética colocou o Su-7B em serviço. Como necessidade e insistência das forças armadas para a entrada do Su-7B, o governo solicitou ao departamento de design o desenvolvimento de uma aeronave operacional em qualquer condição climática, capaz de destruir alvos pequenos com precisão, o que formatou o início do desenvolvimento do Su-24. Havia necessidade de atualização dos bombardeiros táticos devido as limitações do Su-7 e Yakovlev Yak-28, além do opositor norte-americano, F-111. Os primeiros estudos recorreram entre os anos de 1961 e 1962 sobre as nomenclaturas S-28 e S-32. Observando a impossibilidade de atualização da matriz do Su-7B devido ao seu tamanho reduzido, o que não possibilitava aumento de equipamentos a bordo da aeronave, como os sistemas de navegação, ataque e melhorias na aviônica, a Sukhoi resolveu começar o design de uma aeronave totalmente nova, sobre a designação de S-6. A OKB-794 recebeu a ordem de desenvolvimento desses novos sistemas para a aeronave, recebendo o codinome Puma, que seria o centro de operações do avião.
Inicialmente o Su-24 foi desenvolvido com aerodinâmica padrão, sem asas de geometria variável, com asas finas em sweepback moderado, equipado com dois turbojatos Tumansky R21F-300, sendo as entradas de ar laterais e freios aéreos horizontais. Diferentemente da versão final, na qual o piloto e navegador ficam sentados lado a lado, o projeto era de cockpit in tandem, um atrás do outro.
Devido a atrasos no desenvolvimento dos sistemas da aeronave, a Sukhoi continuou o projeto sobre a nomenclatura T-58M, tendo clara alusão ao Sukhoi Su-15, sendo testado em conjunto com o Su-24 para melhoria de características de voo. Ajustes foram feitos para cumprir os requisitos da Força Aérea Soviética para um avião capaz de ataques em baixa altitude, decolagem e pouso em pequenas distâncias (STOL), além de capacidade de manter velocidades supersônicas em voo. Assim, houve mudanças no projeto, como a dimensão da estação de antena no nariz da aeronave, necessitando a mudança no layout do cockpit; entrada de dois motores Tumansky R-27F-300 para operação de cruzeiro e quatro Kolesov RD-36-51 para STOL.

### Design
Em março de 1966, o projeto conceitual de design geral foi aprovado, com o detalhado no final do mesmo ano. Dois protótipos foram construídos, um para testes de voo e o outro para o estrutural. O primeiro voo, do T6-1, foi realizado em maio de 1967. As realizações de testes da fábrica ficaram sobre encargo do piloto de testes chefe, V.S. Ilyushin, decorrendo com alguns incidentes de voo. Tais resultaram na reengenharia da canopy, além de impossibilidade de apresentação da aeronave para observadores ocidentais em 1967.
O T6-1 foi testado sem aliviadores de aceleração de motores. Para a sua instalação, foram feitos novos projetos na engenharia, sendo os Tumansky R-27 substituídos pelos Lyulka AL-21F com pós-combustão. Testes de STOL confirmaram as informações apresentadas pelo S-58VD, sobretudo em performance de pistas de pouso curtas, em que decorriam de perda significativa de alcance de voo com elevadores em locais normalmente reservados para combustível, perda de pilones aeronáuticos e instabilidade na transição entre STOL e voo convencional. Assim, a Sukhoi buscou formas para melhoria em características TOLC.
A partir das observações de testes, o departamento de design buscou a opção no protótipo T-6 com asas de geometria variável. O desenvolvimento de uma nova aeronave começou em 7 de agosto de 1968, sendo a versão detalhada dele revista e completada entre 1968-1969. Foram construídos dois exemplares até o outono de 1969, com o primeiro voo realizado em 17 de janeiro de 1970 por V.S. Ilyushin. Os testes oficiais do T-6 duraram quatro anos, de janeiro de 1970 até julho de 1974, sendo realizados devido a complexidade do projeto e necessidade de desenvolvimento pleno do projeto.

## Características
O Su-24 possui configuração convencional aerodinâmica com asas de geometria variável. As asas podem variar em abertura de 16° até 69°, com possibilidades de uso em posições fixas em 16°, 35°, 45° e 69°. A cauda  possui uma barbatana vertical, sendo a horizontal com função de elevador. Possui trem de pouso de três rodas, o que possibilita operação em pistas de concreto e irregulares. Foi a primeira aeronave da URSS de ataque tático desenvolvida para uso diurno e noturno, independente de condições climáticas e tempo. Possuía dois radares Orion-A para ataque e navegação e radar Relyef para leitura de solo (TFR), o qual promovia controle automático de voos em baixas altitudes; além de computador interno ANS Orbita-10-58. Possuí compatibilidade com mísseis ar-terra
Kh-25, Kh-29 e Kh-58, R-60 ar-ar para defesa; além de dois assentos ejetores NPP Zvezda K-36 dispostos lado ao lado, com possibilidade de operação em quaisquer altitudes e velocidades.

## História operacional

### Guerra Civil do Tajiquistão (1992–1997)

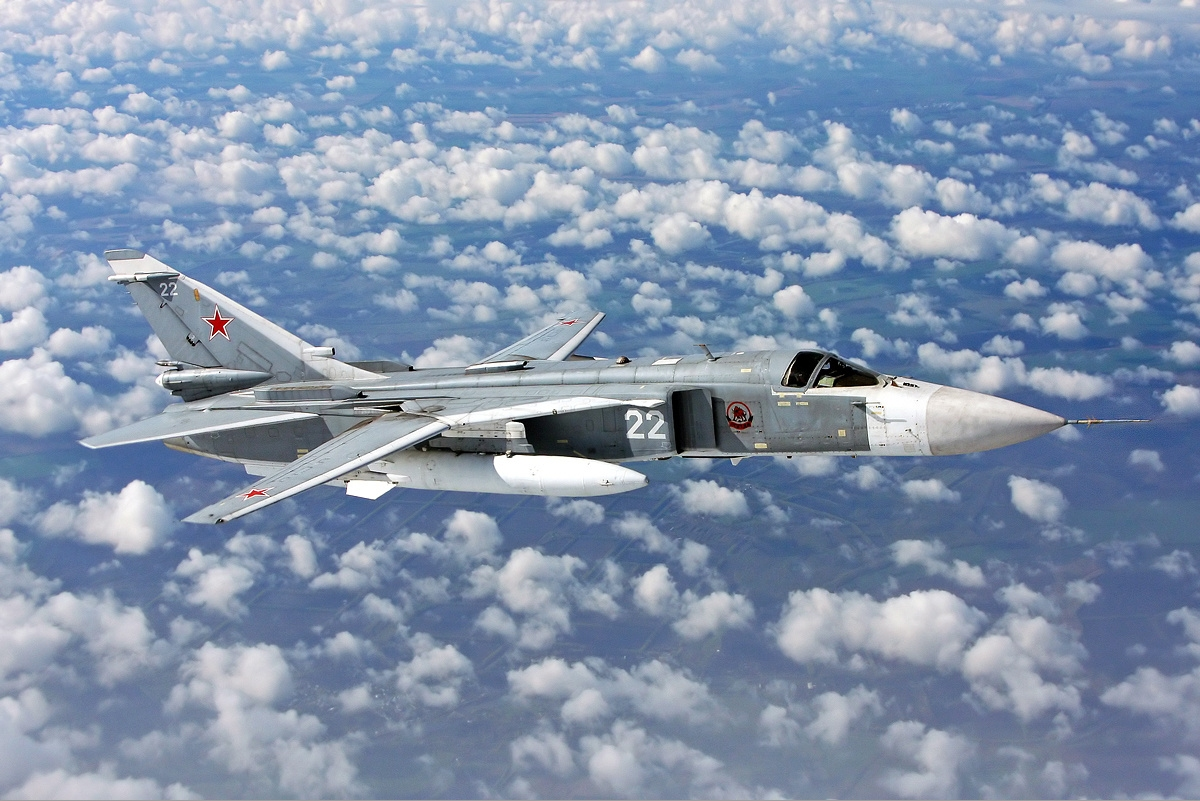
Um Su-24 russo.

Fencers foram utilizados pela Força Aérea e Defesa Aérea do Uzbequistão contra a Oposição Tajique Unida que operava a partir do Afeganistão, como parte da campanha aérea em suporte ao governo do Tajiquistão de Emomali Rakhmov durante a Guerra Civil do Tajiquistão. Em 3 de Maio de 1993, um Su-24M foi abatido em por um MANPADS FIM-92 Stinger disparado por fundamentalistas islâmicos. A tripulação foi resgatada.
Em agosto de 1999, o governo do Tajiquistão denunciou um alegado bombardeio envolvendo a UzAF. Quatro Su-24, quando operavam contra militantes islâmicos em áreas próximas a dois vilarejos no distrito montanhoso de Jirgatol, que mesmo não envolvendo mortes humanas, matando 100 animais e causando incêndios em várias plantações. Tal foi negado pelas autoridades do Uzbequistão.

### Primeira Guerra da Chechênia (1994-1996)
O Su-24 foi utilizado Primeira Guerra da Chechênia, juntamente com outras aeronaves, alcançando superioridade aérea e destruindo mais de 266 aeronaves Chechenas em solo. Foram feitas em torno de 5300 sorties de ataque entre os anos de 1994 e 1996, como parte do Quarto Exército Russo, que tinha 140 aviões, entre eles Su-17M, Su-24 e Su-25, os quais foram assessorados por um Beriev A-50 AWACS.
As forças russas não conseguiram tirar proveito da superioridade aérea, mesmo com pouca resistência a ataques aéreos e uso de táticas de guerrilha pelos terroristas chechenos. Pela primeira vez, o Su-24 foi utilizado apenas para missões de bombardeio de precisão. Isso decorre ao clima difícil e sistemas de alvo e precisão presentes na aeronave, utilizáveis para ataques a posições estratégicas. A aeronave demonstrou-se a mais capaz e usada no conflito.

### Guerra Civil Afegã (1996–2001)
Como parte da intervenção do Uzbequistão contra forças islâmicas no Tajiquistão, ocorreu também apoio direto daquele ao Estado Islâmico do Afeganistão. No estágios finais da Guerra Civil Afegã (1996–2001), o Uzbequistão lançou ataques aéreos contra posições do Taliban em suporte a Aliança do Norte. Em 6 de junho de 2001 um Su-24 da UzAF foi abatido durante uma missão de ataque a uma unidade de infantaria armada do Taliban perto de Heiratan, matando o piloto e controlador.

### Segunda Guerra da Chechênia (1999-2000)
O Su-24 foi altamente utilizados durante a Segunda Guerra na Chechênia. A variante de segunda geração Su-24M Fencer-D foi disposta com um novo sistema de navegação, ataque e busca de alvo a laser; o que possibilitava uso de armas mais avançadas de precisão. A escolha esteve atrelada diretamente ao sucesso da aeronave na Primeira Guerra da Chechênia e necessidade de precisão e navegação nas condições climáticas.

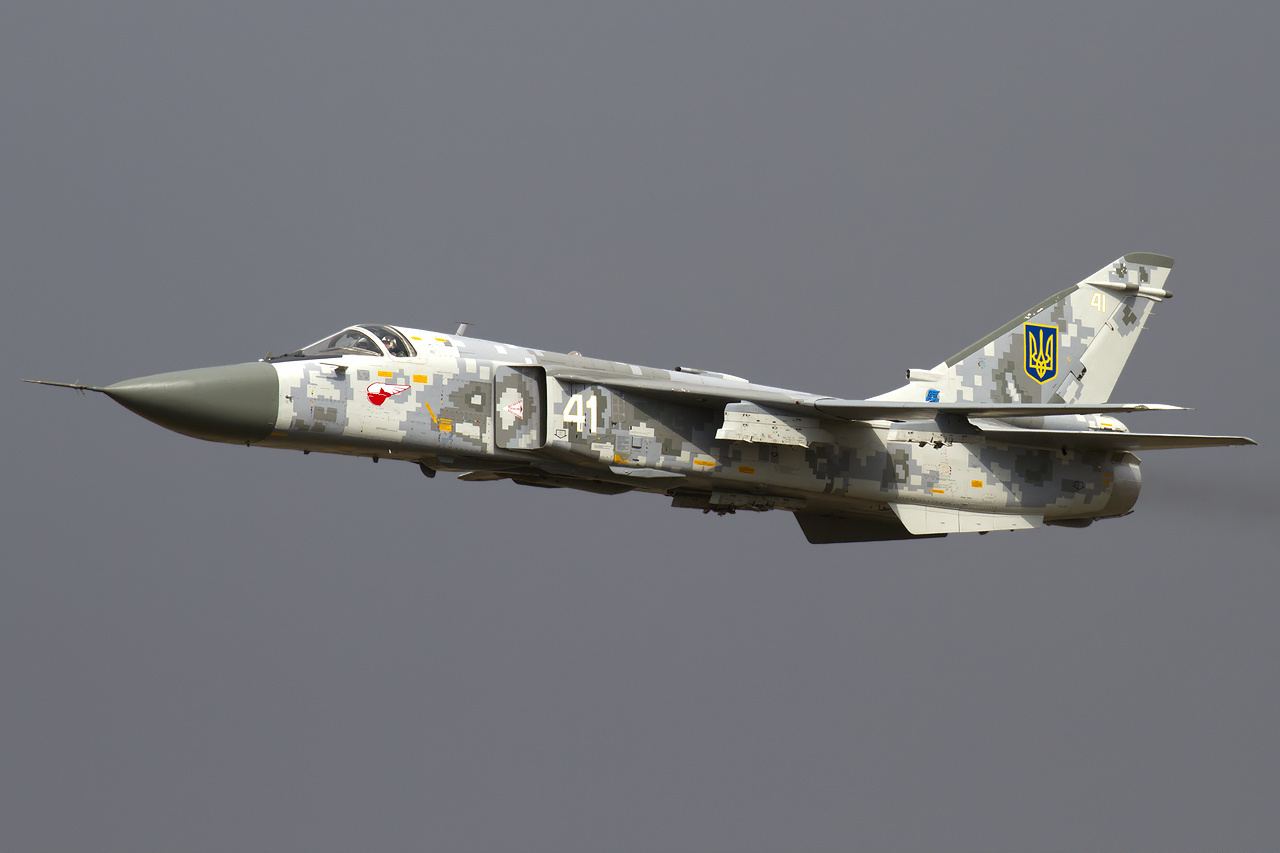
Um Su-24M da força aérea ucraniana.

Teve uso tanto de armas de precisão quanto bombas não guiadas, sendo utilizado em altas altitudes e velocidades, apresentado excelentes capacidades táticas de bombardeiro pela capacidade de encontrar alvos por infravermelho. Contudo, era medíocre para ataque e combate aproximado devido a visibilidade do cockpit e mobilidade; missão proposta ao Su-25.

### Guerra da Ossétia do Sul (2008)
O Su-24 esteve presente na Guerra da Ossétia do Sul em 2008, possuindo importância limitada no conflito. Foram utilizadas unidades Su-24M pela Força Aérea Russa No dia 8 de agosto, pelas 16 horas, dois Su-24 russos bombardearam a base de Marneuli, destruindo 3 An-2 da Força Aérea Georgiana. Su-24MK também foram utilizados para reconhecimento de campo, utilizando de bombas de fotoflash. Um Su-24M foi abatido por um MANPADS Georgiano em 9 de agosto na área de Shindisi. Em 9 de agosto outro Su-24M foi abatido pelo sistema de defesa aéreo georgiano, também com MANPADS. Após o fim do conflito houve redução na quantidade de aeronaves operacionais no norte do Cáucaso, de 93 para 54. O Ministério de Defesa Russo nunca admitiu a perda de qualquer aeronave Su-24 durante o conflito. Estima-se que a Força Aérea Russa perdeu seis aeronaves ao longo do conflito, sendo dois Su-25BM, dois Su-24M e um Tu-22M3.

## Operadores
Angola

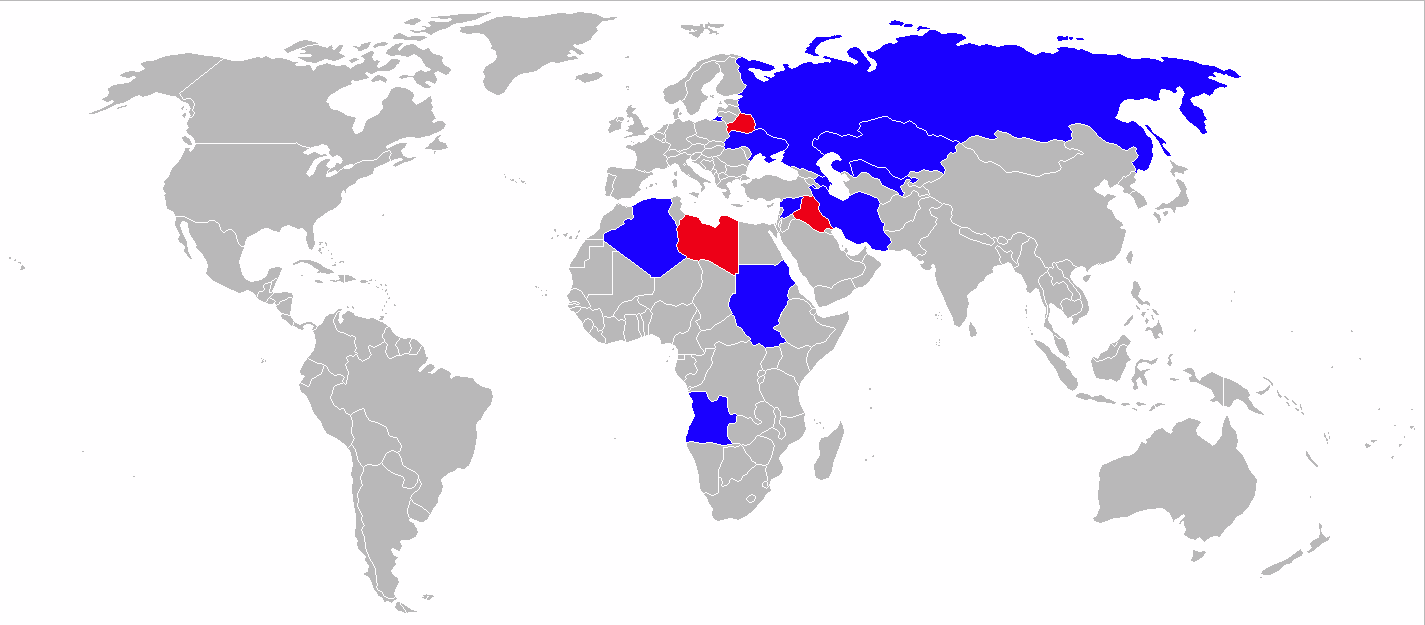
Operadores militares do Su-24:
Operadores
Ex-operadores

A Força Aérea Nacional de Angola possui um Su-24 em 2016.
 ArgéliaForça Aérea da Argélia possui pelo menos 34 Su-24 em seu inventário. Estão sobre processo de modernização para a versão M/MK.
 AzerbaijãoPossui 2 Su-24 em 2016.
 IrãoForça Aérea do Irã – possuía 30 Su-24MKs em serviço em janeiro de 2013. 24 exemplares foram recebidos do Iraque durante a Guerra do Golfo e colocados em serviço pela IRIAF. O Irã testou a produção domestica, mísseis anti-radar carregados pelo Su-24 em setembro de 2011.
 RússiaForça Aérea Russa possuía 370 Su-24 em serviço em 2011, sendo 251 Su-24Ms, 40 Su-24M2s e 79 Su-24MRs. A Marinha Russa tinha 18 em serviço em 2012. Os Su-24 passaram por pesada atualização por parte do programa russo de modernização de frota, estão sendo substituídos progressivamente pelo Sukhoi Su-34.
 SíriaForça Aérea Síria possuía 20 em serviço em 2013. Devido a Guerra Civil Síria, não há número exatos de quantos foram perdidos e estão ativos atualmente. Todos o Su-24 sírios foram atualizados para a versão Su-24M2, com pelo menos 10 a 12 unidades em operação.
 SudãoAdquiriu exemplares de Su-24 da Bielorrússia em 2013. Estima-se que tenha 4 unidades em 2016.
 UcrâniaForça Aérea Ucraniana recebeu 120 Su-24 devido o colapso da União Soviética, possuindo 25 unidades em serviço. Está incluído na sétima divisão armada de aviação tática da Ucrânia.
 UzbequistãoPossui 23 Su-24 e 11 Su-24MK no ano de 2015.

### Ex-operadores
BielorrússiaPossuía 23 Su-24M e Su-24MK 12 em 2010. Em 2012 o Ministro da Defesa da Bielorrússia, Yuri Zhadobin, anunciou a retirada dos bombardeiros e sua subsequente venda.
 Cazaquistão
Removido do armamento.
 IraqueDestruídos na Guerra do Golfo e Guerra do Iraque.
 LíbiaPossuía 6 exemplares de Su-24MK antes de 2010. Todos foram destruídos na Guerra Civil Líbia (2011):

## Ficha Técnica (Su-24MK)
Sukhoi, Combat Aircraft since 1945

### Características Gerais
- Tripulação: 2 (piloto e operador de armamentos).
- Comprimento: 22.53 m (73 ft 11 in).
- Envergadura: 17.64 m estendido, 10.37 m em fechamento máximo.
- Altura:  6.19 m (20 ft 4 in).
- Área alar:  55.2 m² (594 sq ft).
- Peso vazio: 22,300 kg (49,165 lb).
- Peso c/ carga máx.: 38,040 kg (83,865 lb).
- Peso máx. à decolagem: 43,755 kg (96,505 lb).
- Motor: 2 × Saturn/Lyulka AL-21 turbojatos
  - Empuxo seco: 7 790 kgf (76 400 N)
  - Empuxo em pós-combustão: 11 196 kgf (110 000 N)

### Performance
- Velocidade máxima: 1,315 km/h (Mach  1.08) ao nível do mar, 1,654 km/h (Mach 1.35) em altitude.
- Raio de ação: 615 km em baixa altitude, carregado com 3000kgs e tanques externos.
- Teto de serviço: 11,000 m (36,090 ft).
- Taxa de subida: 150 m/s (29,530 ft/min).

### Armamentos
- Até 8.000 kg (17.640 lb) em 8 pontos, incluindo até 4 × mísseis rádio comandados Kh-23/23M; até 4 × mísseis guiados a laser Kh-25ML; até 2 × Kh-28, Kh-58E ou Kh-58E-01 ou Kh-31P ARMS; até 3 × mísseis ar-solo de curto alcance guiado a laser/TV Kh-29L/T; até 2 × mísseis guiados por TV Kh-59 ou Kh-59ME, mísseis antiembarcações Kh-31A, mísseis guiados a laser S-25LD, mísseis guiados a TV KAB-500KR e bombas guiadas a laser KAB-500L.
- Lançadores de foguete não guiados com foguetes de 240 mm S-24B ou 340 mm S-25-OFM.
- Outras opções incluem bombas multi-propósito como a AB-100, AB-250 M54 ou M62 e AB-500M-54, bombas termobáricas ODAB-500M, bombas de fragmentação RBK-250 ou RBK-500, pequenos porões de carga KMGU-2, armas externas SPPU-6, tanques de combustível externos PTB-2.000 (1 860 l) ou PTB-3 000 (3 050 l) e bombas nucleares táticas.